# Zoológico safari de Sierra
El Zoológico safari de Sierra (en inglés: Sierra Safari Zoo) es un jardín zoológico al norte de la ciudad de Reno, en el estado de Nevada, al oeste de los Estados Unidos. Inaugurado en 1989, ha crecido hasta convertirse en el zoológico más grande en todo el estado. Alberga una gran variedad de animales exóticos de todo el mundo, incluidos primates, grandes felinos, reptiles, osos perezosos, entre otros.